# Landespflegeanstalt Neudörfl

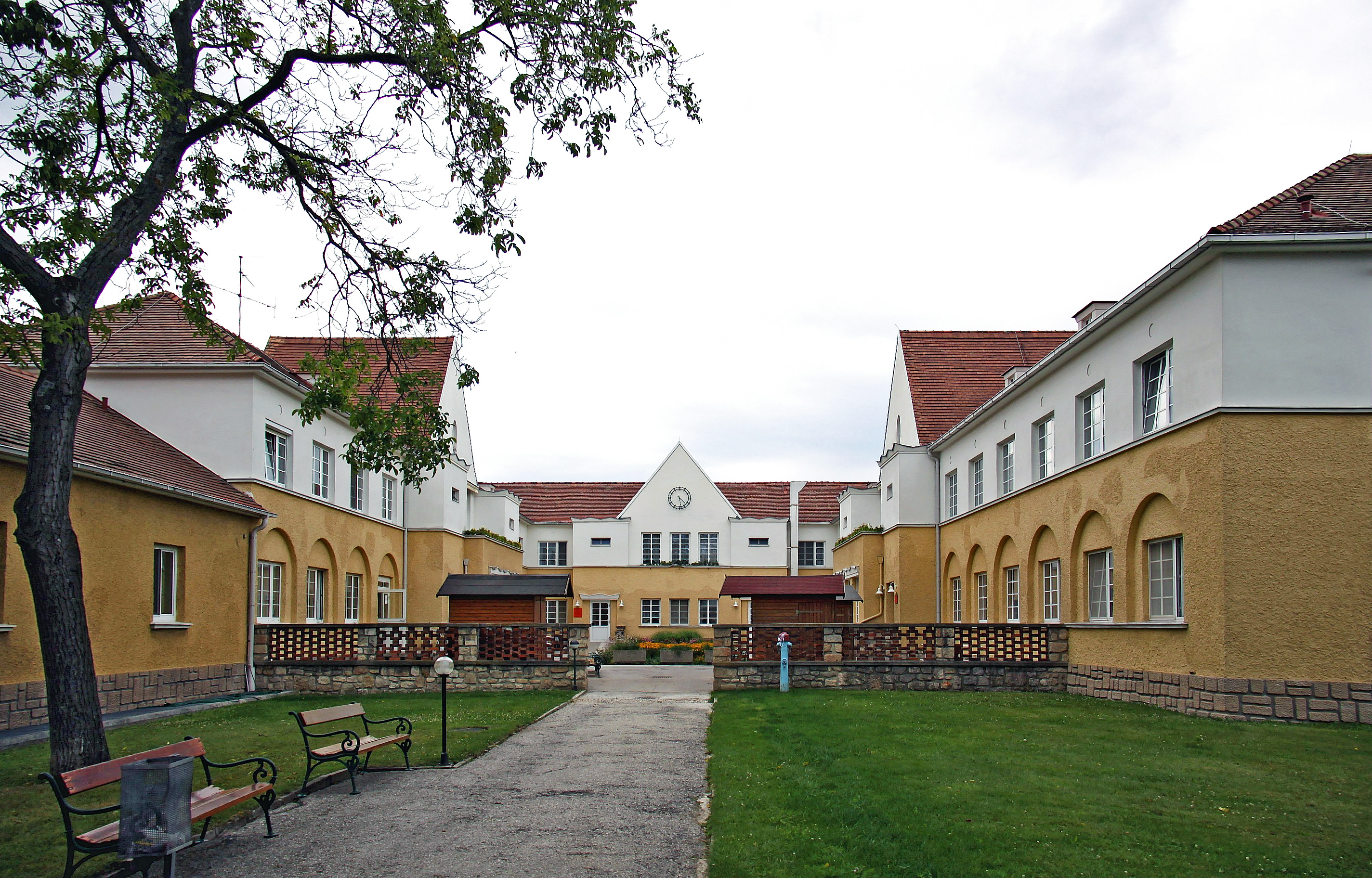
Landespflegeanstalt Neudörfl (2011)

Die Landespflegeanstalt Neudörfl ist ein Pflegeheim mit einem Rehabilitationsheim in der Gemeinde Neudörfl im Bezirk Mattersburg im Burgenland. Die historische Anlage steht unter Denkmalschutz.

## Geschichte
Im 19. Jahrhundert hatte der größte Weinhändler Westungarns Aron Wolf hier seine Weinhandlung. Das Gebäude barg riesige Kellerräume. 1910 wurde Wolf in einen Weinskandal verwickelt. Hierbei wurde sein Wein aus diesem und auch aus den angemieteten Kellern in den Dorfbach geschüttet. Wolf selbst verkraftete diesen Skandal nicht und nahm sich das Leben. 1928 übernahm die burgenländische Landesregierung die „Ruinen“ der Weinkellerei und ließ sie nach Plänen von Regierungsbauoberkommissär Architekt Ing. Gause zu einem Alters- und Siechenheim um- und ausbauen. Die Institution wurde am 28. Juni 1930, eine Woche nach der baulichen Fertigstellung, durch Bundespräsident Wilhelm Miklas eröffnet. Die Betreuung der Bewohner übernahm der Orden der Töchter des göttlichen Erlösers.
Nach dem Anschluss Österreichs an NS-Deutschland wurden Bewohner in drei Transporten (16. Februar 1939, 25. Juni 1940, 7. August 1940) aus Neudörfl in die Zwischenanstalt Mauer-Öhling überstellt, wo sie nur kurz blieben. Die Bewohner wurden in die Tötungsanstalt Hartheim überstellt und ermordet. Das Heim in Neudörfl diente ab 1943 als Infektionsabteilung vom Krankenhaus Wiener Neustadt. 1949 übernahm das Land Burgenland das Gebäude und eröffnete wieder ein Pflegeheim.

## Architektur
Der längsgestreckte zweigeschoßige Bau mit Satteldach geht auf das Ende des 19. Jahrhunderts zurück. Das Bauwerk hat eine 11-achsige Straßenfront mit Rundbogenportal. Der historistische Dekor wurde fast gänzlich entfernt. Die U-förmige Anlage hinter dem Verwaltungsgebäude als zweigeschoßige Bau ist durch Risalite und Giebel streng symmetrisch und kleinteilig gegliedert. Die Erdgeschoßzone zeigt farbigen Rieselputz über einem Natursteinsockel und ist teilweise durch Blendarkaden vom weiß gefärbelten Obergeschoß abgesetzt und als Sockelzone interpretiert. Zackenbandfriese sind im Art-déco-Stil gehalten.